# 心叶石笔木
心叶石笔木（学名：Tutcheria hirta var. cordatula）为山茶科石笔木属下的一个变种。

## 扩展阅读
- 維基物種上的相關：心叶石笔木